# MOK Marsonia Slavonski Brod
Muški odbojkaški klub Marsonia (MOK Marsonia) je muški odbojkaški klub iz Slavonskog Broda.

## O klubu
MOK Marsonia je osnovan 30. lipnja 2009. kao škola odbojke, u sustavu natjecanja HOS-a je od 29. svibnja 2015. Klub osvaja 2. ligu u sezoni 2018./2019. te tako ulazi u najviši rang odbojke - prvu ligu (Superliga).
Svoje domaće utakmice Marsonia igra u dvorani Vijuš.

## Rezultati
| 2. HOL – Istok 2015./16. | 4. mjesto                                           |
| 2. HOL – Istok 2016./17. | 6. mjesto                                           |
| 2. HOL – Istok 2017./18. | 4. mjesto                                           |
| 2. HOL – Istok 2018./19. | 1. mjesto                                           |
| SUPERLIGA 2019./20.      | I. dio: 8. mjesto / II. dio (3. skupina): 2. mjesto |

## Vanjski izvori
- Superliga